# Anne Chain-Larché
Pour les articles homonymes, voir Chain et Larché.
Anne Chain-Larché est une femme politique française née le 11 avril 1958 à Paris.

## Biographie

### Famille
Elle est la fille de Jacques Larché, sénateur de Seine-et-Marne de 1977 à 2004 et président du conseil général de Seine-et-Marne de 1992 à 2004.

### Vie professionnelle
Elle est pharmacienne de profession.

### Carrière politique
Membre de l'UMP, elle succède à son père comme conseillère générale du canton de Rebais en 2004. Pourtant, elle affirme que « la politique est venue à [elle] et qu'elle est « arrivée un peu par hasard en politique » ».
Elle est ensuite élue adjointe au maire de Saint-Denis-lès-Rebais, Josette Parisot, en 2008. En cours de mandat, Saint-Denis-lès-Rebais intègre une communauté de communes nouvellement créée, la communauté de communes de la Brie des Morin. Anne Chain-Larché en est élue présidente en 2010.
Lors des élections sénatoriales de 2011 en Seine-et-Marne, elle est en 4e position sur la liste UMP menée par Jean-Jacques Hyest. La liste ne récolte finalement que trois élus du fait de la poussée de la liste de gauche et de la liste Renouveau 77 menée par Yves Jégo ; Anne Chain-Larché n'est donc pas élue.
Lors des élections municipales de 2014 en Seine-et-Marne, elle est élue maire de Saint-Denis-lès-Rebais. L'année suivante, son canton est absorbé par celui de Coulommiers, où elle ne se présente pas.
Elle est tête de liste départementale Les Républicains-UDI-MoDem en Seine-et-Marne, dans le cadre de la campagne de l'élection régionale de 2015 en Île-de-France conduite par Valérie Pécresse. À la suite de la victoire de Valérie Pécresse, elle est nommée vice-présidente du conseil régional d'Île-de-France chargée de l'agriculture et de la ruralité,.
Le 12 octobre 2015, elle devient sénatrice de Seine-et-Marne en remplacement de Jean-Jacques Hyest, nommé au Conseil constitutionnel,.
Afin de se consacrer pleinement à son mandat de sénatrice et à sa fonction de Vice-présidente du Conseil régional d'Ile-de-France, et bien que la loi ne l'y oblige pas à ce moment-là, Anne Chain-Larché choisit de démissionner en 2016 de ses mandats de maire de Saint-Denis-lès-Rebais et de présidente de la communauté de communes de la Brie des Morin,.
Elle soutient Jean-François Copé pour la primaire présidentielle des Républicains de 2016.

#### Élections sénatoriales de 2017 et mandat 2017-2023
Elle est investie en tête de la liste Agir ensemble pour la Seine-et-Marne, constituée de candidats Les Républicains et UDI, pour les élections sénatoriales de 2017 en Seine-et-Marne.
La liste termine en tête du scrutin avec 42,23 % des suffrages des grands électeurs et remporte 3 des 6 sièges de sénateurs du département. Elle est donc réélue sénatrice aux côtés de Pierre Cuypers et Claudine Thomas, respectivement deuxième et troisième de la liste.
Comme le prévoit la loi sur le non-cumul des mandats, elle quitte alors sa fonction de vice-présidente de la région Ile-de-France et choisit de rester conseillère régionale.
Au Sénat, elle est membre du groupe Les Républicains, présidé par Bruno Retailleau, et siège au sein de la commission des Affaires économiques.
Élections sénatoriales de 2023 et mandat 2023-2029
Anne Chain-Larché est à nouveau investie en tête de la liste "La Seine-et-Marne au cœur", constituée de candidats Les Républicains et divers droite pour les Élections sénatoriales de 2023 en Seine-et-Marne.
La liste termine en tête du scrutin avec 35.17% des suffrages et obtient 2 des 6 sièges. Elle est donc réélue sénatrice aux côtés de Pierre Cuypers.
En octobre 2024, à la suite de la nomination de la sénatrice Sophie Primas au Gouvernement, l'obligeant a quitter sa fonction au sein du Bureau de la Haute-assemblée, Anne Chain-Larché est élue pour la remplacer en qualité de Vice-présidente du Sénat.

### Engagements et prises de position
En février 2019, elle s'engage contre le projet de privatisation de la société Aéroports de Paris défendu par le ministre de l’Économie Bruno Le Maire et vote, au Sénat, l'amendement déposé par le sénateur Roger Karoutchi visant à supprimer l'article 44 du projet de loi PACTE qui prévoyait cette privatisation (Amendement adopté par 245 voix contre 78).
Face au maintien du projet, jugeant "aberrant de privatiser un actif stratégique en situation de monopole" et dénonçant à la fois le "refus du Gouvernement d'ouvrir le dialogue" et les "risques en matière de spéculation foncière, notamment pour la Seine-et-Marne", elle soutient la procédure de référendum d'initiative partagée contre la privatisation de la société Aéroports de Paris en cosignant la proposition de loi référendaire des députés Gilles Carrez, Valérie Rabault et du sénateur Patrick Kanner.
En 2021, elle est nommée, au nom de la commission des Affaires économiques du Sénat, rapporteure de la proposition de loi "visant à lutter contre la maltraitance animale". Après plusieurs mois d'auditions, d'échanges avec les associations et de rencontres avec les professionnels du secteur, un compromis entre le Sénat et l'Assemblée nationale est élaboré en Commission Mixte Paritaire et débouche sur l'adoption définitive de la loi le 18 novembre 2021.